# Ulrich Riehm
Ulrich Riehm (* 24. April 1952 in Mannheim) ist ein deutscher Soziologe und Technikforscher, der auf dem Anwendungsgebiet der Technikfolgenabschätzung (TA) insbesondere gesellschaftlich relevante Prozesse und Folgen der Digitalisierung erforscht.

## Werdegang
Geboren und aufgewachsen in Mannheim studierte Riehm Soziologie und Pädagogik an der dortigen Universität. Nach einer Anstellung im Rechenzentrum eines international tätigen Industriebetriebs wechselte er 1979 zur Abteilung für Angewandte Systemanalyse (AFAS) des Forschungszentrums Karlsruhe, die 1995 im Institut für Technikfolgenabschätzung und Systemanalyse (ITAS), heute eine Einrichtung des Karlsruher Instituts für Technologie (KIT) aufging. Zwischen 2005 und 2012 arbeitete er am Büro für Technikfolgen-Abschätzung beim Deutschen Bundestag (TAB) in Berlin, danach wieder am ITAS in Karlsruhe.

## Forschung
Die von Riehm durchgeführten TA-Projekte und Untersuchungen sind typischerweise gekennzeichnet durch die Anwendung quantitativer und qualitativer sozialwissenschaftlicher Methoden sowie das Einlassen auf die Sachdimension der untersuchten Technikanwendungen. Bei einigen Projekten ist sogar weitergehend von einer Mitgestaltung der Anwendungssysteme zu sprechen, wie etwa bei der Begleitforschung zum Modellversuch "Öffentliche Petitionen" des Deutschen Bundestages im Rahmen eines TAB-Projekts oder bei dem von der DFG geförderten Aufbau eines Fachportals für die Technikfolgenabschätzung. Dazu kommt der Anspruch, die Ergebnisse nicht nur in die politische Beratung einfließen zu lassen, sondern auch in den Fachgemeinschaften zu verbreiten und wissenschaftlich zu publizieren. Empirische Sozialforschung, vertiefte Kenntnis der Sachdimension der Technik und eine intensive Kommunikation mit unterschiedlichen Öffentlichkeiten zeichnen diesen Ansatz der Technikfolgenabschätzung zu den Informations- und Kommunikationstechnologien und zur digitalen Transformation aus, den Riehm am ITAS und darüber hinaus vertritt.

## Veröffentlichungen
Riehm ist Autor zahlreicher wissenschaftlicher Artikel und Bücher. In Auswahl einige Monografien, an denen er beteiligt war:
- Ulrich Riehm, Knud Böhle: Post ohne Briefträger. Sinkende Briefmengen und elektronische Postdienste als Herausforderungen für die Politik. Berlin, edition sigma 2014, (Studien des Büros für Technikfolgen-Abschätzung beim Deutschen Bundestag, Bd. 39), ISBN 978-3-8360-8139-9
- Ulrich Riehm, Knud Böhle, Ralf Lindner: Electronic petitioning and modernization of petitioning systems in Europe. Berlin, Büro für Technikfolgen-Abschätzung beim Deutschen Bundestag (TAB) 2014, (Technology Assessment Studies Series, No. 6), ISBN 978-3-7357-9033-0
- Ulrich Riehm, Knud Böhle, Ralf Lindner: Elektronische Petitionssysteme. Analysen zur Modernisierung des parlamentarischen Petitionswesens in Deutschland und Europa. Berlin, edition sigma 2013, (Studien des Büros für Technikfolgen-Abschätzung beim Deutschen Bundestag, Bd. 35), ISBN 978-3-8360-8135-1
- Ulrich Riehm, Christopher Coenen, Ralf Lindner; Clemens Blümel: Bürgerbeteiligung durch E-Petitionen. Analysen von Kontinuität und Wandel im Petitionswesen. Berlin, edition sigma 2009, (Studien des Büros für Technikfolgen-Abschätzung beim Deutschen Bundestag, Bd. 29), ISBN 978-3-8360-8129-0
- Ulrich Riehm, Thomas Petermann, Carsten Orwat, Christopher Coenen, Christoph Revermann, Constanze Scherz, Bernd Wingert: E-Commerce in Deutschland – Eine kritische Bestandsaufnahme zum elektronischen Handel. Berlin, edition sigma 2003, (Studien des Büros für Technikfolgen-Abschätzung beim Deutschen Bundestag, Bd. 14), ISBN 3-89404-823-9
- Ulrich Riehm, Carsten Orwat, Bernd Wingert: Online-Buchhandel in Deutschland. Die Buchhandelsbranche vor der Herausforderung des Internet. Karlsruhe, Forschungszentrum Karlsruhe 2001, ISBN 3-923704-36-4
- Ulrich Riehm, Bernd Wingert: Multimedia. Mythen, Chancen und Herausforderungen, Mannheim: Bollmann 1995, ISBN 3-927901-69-5
- Ulrich Riehm, Knud Böhle, Ingrid Gabel-Becker, Bernd Wingert: Elektronisches Publizieren. Eine kritische Bestandsaufnahme. Berlin u. a., Springer 1992, ISBN 3-540-54159-4